# WTA Courmayeur
Das WTA Courmayeur (offiziell: Courmayeur Ladies Open) ist ein Tennisturnier der Kategorie WTA 250 der WTA Tour, das in Courmayeur erstmals im Oktober 2021 ausgetragen wurde.
Spielstätte für das Turnier in Courmayeur ist das Courmayeur Sport Center.

## Siegerliste

### Einzel
| Jahr               | Siegerin    | Finalgegnerin | Ergebnis  |
| ------------------ | ----------- | ------------- | --------- |
| ↓ Kategorie: 250 ↓ |             |               |           |
| 2021               | Donna Vekić | Clara Tauson  | 7:63, 6:2 |

### Doppel
| Jahr               | Siegerinnen             | Finalgegnerinnen   | Ergebnis         |
| ------------------ | ----------------------- | ------------------ | ---------------- |
| ↓ Kategorie: 250 ↓ |                         |                    |                  |
| 2021               | Wang Xinyu Zheng Saisai | E. Hozumi S. Zhang | 6:4, 3:6, [10:5] |